# Интифада Аль-Аксы (хроника первых недель)
Интифада Аль-Аксы, хроника первых недель — начало (сентябрь — октябрь 2000) интифады и основные события этого периода, информация о жертвах с обеих сторон, вплоть до линча в Рамалле 12 октября 2000 года, ставшего переломным этапом интифады.

## Основные события

### 27 сентября
На перекрестке Нецарим в секторе Газа взорвались два заряда взрывчатки. В результате теракта был тяжело ранен солдат бригады «Гивати», сопровождавший конвой гражданских машин. Глава израильского правительства призвал власти ПА проявить твердость и не допустить дальнейшего разгула террора.

### 28 сентября
Израильский сержант Давид Бири скончался от полученных за день до этого ран.

#### Визит Шарона на Храмовую гору
Председатель Ликуда Ариэль Шарон, в сопровождение сотен полицейских, прибыл на Храмовую гору - место, священное для иудаизма и ислама. Там его встретила демонстрация протеста, на переднем плане которой выступали арабские депутаты кнессета. Шарон считался тогда одним из «ястребов» в израильской политике, поэтому многие отнеслись к его визиту как к провокации. Однако, данные, приведенные пресс-службой ЦАХАЛа, свидетельствуют о том, что ещё за несколько дней до его визита уже были проведены атаки на израильтян.
Собравшиеся на горе встретили его криками «Убийца!». После ухода Шарона, толпа стала забрасывать израильских солдат камнями, стульями, мусорными урнами и другими предметами. В ответ полиция открыла огонь резиновыми пулями. В результате, некоторые были ранены, в том числе арабский депутат кнессета Ахмад Тиби, один из палестинцев был ранен в лицо. Ранения так же получили двое полицейских.
Спустившись с горы, Шарон заявил: «Храмовая Гора в наших руках и она останется в наших руках!» По данным газеты Гардиан, палестинцы и израильские либералы назвали визит Шарона опасной провокацией и обвинили его в стремлении накалить обстановку и спровоцировать насилие. Арабский депутат кнессета Ахмад Тиби (по мнению ряда источников спорная фигура в израильской политике, известный своими радикальными заявлениями) заявил, что Шарон «хочет увидеть больше убийств и крови» и «убить мир».
Позже министр внутренней безопасности Израиля Шломо Бен-Ами заявил, что глава служб безопасности ПНА Джибриль Раджуб обещал ему отсутствие реакции в случае, если Шарон не станет посещать саму мечеть Аль-Акса.
И.Фалуджи, министр связи ПА, признал 11 октября 2001 года, что вспышка насилия была запланирована в июле, задолго до «провокации» Шарона :
- «Тот, кто думает, что интифада вспыхнула в результате презренного визита Шарона в мечеть Аль-Акса, глубоко ошибается… Эта интифада была запланирована заранее, сразу же после возвращения президента Арафата с переговоров в Кэмп-Дэвиде…»[13].

22 октября 2001 года Маруан Баргути в интервью издающейся в Лондоне арабской газете «Аль-Шарк аль-Аусат» сказал :
- «Я знал, что взрыв был намечен на конец сентября, но когда Шарон решил подняться к мечети Аль-Акса, я понял, что это — самый удобный момент для начала интифады. В ночь перед визитом Шарона […] я воспользовался представившейся мне возможностью обратиться к телезрителям с призывом прийти на следующее утро к мечети Аль-Акса […] и заставить его убраться восвояси. Я отправился в то утро к Аль-Аксе… Мы пытались инициировать столкновения, но нам не удалось добиться своего из-за возникших между нами разногласий… После того, как Шарон ушёл […] мы обсуждали ситуацию и то, как нам надо реагировать, и не только в Иерусалиме, но и во всех других городах…»[13].

### 29 сентября
Полицейский ПНА, после выпитой вместе чашки кофе, выпустил автоматную очередь в своего напарника по совместному патрулю — офицера пограничной полиции Иоси Табаджа. Израильский пограничник погиб, а его убийцу представители органов безопасности ПНА объявили невменяемым.

#### Массовые беспорядки наХрамовой горе
Сразу после пятничной молитвы на Храмовой горе начались массовые беспорядки и демонстрации. Молодые палестинцы, собравшиеся на горе, стали закидывать камнями израильских полицейских. Согласно заявлению полиции, мусульманские лидеры пытались успокоить молодежь, однако, после того как израильская полиция оперативно ответила на метание камней, поднявшись на Храмовую гору и последовательно стреляя сначала в воздух, затем по ногам, а уже после этого по самим участникам беспорядков, исламские лидеры потеряли контроль над молодыми палестинцами.
«Израильская полиция открыла огонь резиновыми и „живыми“ пулями по сотням участников беспорядков, забрасывающих камнями Стену плача с Храмовой горы, убив 4 и ранив более 100 человек. Десятки полицейских были также ранены… Молящиеся в канун праздника Рош ха-Шана у Стены плача евреи, включая женщин и детей, были эвакуированы, в том числе и на оба дня праздника, после того как арабы стали забрасывать камнями евреев, молящихся у Стены. Один из них, турист из Англии, рассказывал:
- Мы были как раз в середине специальной молитвы к Рош ха-Шана, когда вдруг получили приказ об эвакуации… Камни продолжали падать. Когда шквал камней достиг максимума, мы были уже за пределами „Стены плача“[17].

Всего около 60 полицейских было ранено за праздничные дни. Полиция также арестовала 58 молодых палестинцев, участвовавших в десятках инцидентах забрасывания камнями и атак с применением бутылок с зажигательной смесью. Генеральный директор полиции Израиля Йехуда Вилк сказал, что полиция в основном использовала резиновые пули, но также использовался „живой огонь“ снайперов по тем участникам беспорядков, чьи действия угрожали жизни полицейских…».
- «В течение многих лет моего командования иерусалимской полицией я никогда не препятствовал каким-либо молениям на Храмовой горе», — сказал Вилк. «Но ситуация, при которой мусульмане будут молиться на горе, а затем атаковать полицейских и забрасывать камнями евреев, молящихся внизу (у Стены плача), невозможна»[17].

Поджог полицейского участка у Львиных ворот в Старом городе Иерусалима, 6 октября 2000 года.

В то же время израильская организация Бецелем

утверждает, что израильская полиция вела беспорядочный огонь по собравшимся на Храмовой горе, не различая зачинщиков беспорядков и простых молящихся. Бецелем отмечает, что на Храмовой горе не было перестрелки (огонь полиции был односторонним). По утверждению организации ведение огня как обычными, так и резиновыми пулями по невооружённым людям представляло собой нарушение инструкции по открытию огня.
Согласно заявлению пресс-секретаря полиции, было сделано несколько попыток закончить дело миром, включая и обращение к Джибрилю Раджубу, главе палестинских служб безопасности. На этом этапе полиция отступила к Муграбским воротам и прекратила продвижение. После того, как попытка Раджуба провалилась, и метание камней возобновилось, полиция снова открыла огонь.
Министр внутренней безопасности Израиля Шломо Бен-Ами заявил 1 октября :
- «Вспышки насилия на Храмовой горе и в её окрестностях, попытка прорваться сквозь западные ворота к Стене плача, где во время еврейского праздника проводились массовые моления — это была реальная опасность, которую мы должны были предотвратить».

Больницы «Al-Mokassad» and «Augusta Victoria» отказались предоставить полиции данные о количестве раненых и погибших, доставленных с Храмовой горы, их состоянии, а также доказательства того, что они пострадали в ходе беспорядков.
В следующую пятницу, 6 октября, после того, как полиция (по совету политиков) передала полномочия на проверку безопасности на воротах в Старый город арабам, беспорядки повторились. «Демонстранты» вновь забрасывали камнями Стену плача и полицию, применяли бутылки с зажигательной смесью, подожгли полицейскую станцию. Молящиеся у Стены плача евреи вновь были эвакуированы. Беспорядки распространились на другие районы «Старого города»: Виа-Долороса, Derech Haofel и Львиные ворота. В результате, были ранены 24 полицейских и как минимум один араб был убит.

### 30 сентября
Камни и пули летят уже на всей территории Иудеи, Самарии и сектора Газа. В нарушение соглашений в Осло, оружие, в том числе и автоматическое, переданное полиции ПА для поддержания порядка в автономии, широко используются ею против израильтян.
Глава Генштаба ЦАХАЛа генерал-лейтенант Шауль Мофаз обращается к руководству сил безопасности ПНА с призывом сделать все возможное для прекращения огня. Около перекрестка Нецарим в результате нападений на блок-пост ЦАХАЛа, идут тяжелые бои. Есть убитые с палестинской стороны и раненые с обеих сторон. Согласно пресслужбе ЦАХАЛа, «силовики ПНА цинично используют детей в качестве прикрытия для своих атак».
Во время перекрёстного огня погибает 12-летний Мухаммед аль-Дура, ставший символом интифады. Степень виновности израильтян или арабов в его смерти долгое время дискутировалась, но впоследствии обвинение с израильских солдат в гибели Мухамеда была снято, а французских журналистов, показавших видеозапись, обвинили в фальсификации, и в 2008 году телеканал «France 2» проиграл суд против Филиппа Карсенти, утверждавшего, что запись поддельная. После этого Джамаль аль-Дура, отец мальчика, обвинил израильских солдат и в своих ранениях в том же инциденте, но французский журналист Клемент Виль-Райнал в 2008 году разыскал доктора Йегуду Давида, который показал, что эти раны были получены Джамалем задолго до описываемых событий. Йегуда Давид оперировал его в 1994 году, причём «его раны были нанесены топором, а не огнестрельным оружием». Вначале парижский окружной суд признал Йегуду Давида виновным в клевете и обязал выплатить Джамалю аль-Дуре компенсацию, но в феврале 2012 года Верховный суд Франции полностью оправдал израильского врача. В мае 2013 года израильская правительственная следственная комиссия предоставила окончательный отчет, согласно которому нет никаких доказательств того, что мальчик или его отец были даже ранены во время съемок того видео. При этом отчет прямо указывает на виновников дезинформации — тех, кто делал репортаж для телеканала France-2. После ознакомления с отчетом Нетаниягу заявил: «придание широкой огласке этого инцидента является важным, поскольку он содержит прямую клевету на Израиль, но при этом служит примером для делегитимации Израиля, с которым еврейское государство постоянно сталкивается». Юваль Штайниц также прокомментировал отчет: «Это был кровавый навет против Израиля, который присоединился к ряду других кровавых наветов типа Дженина. Французский репортаж был просто ложью — от начала до конца».

### Октябрь
Начинаются перестрелки в Хевроне и Дженине.

#### Штурм и разрушение «Гробницы Иосифа»,Наблус(Шхем)

Палестинцы ведут огонь возле Гробницы Йосефа в Наблусе (Шхеме), 1 октября 2000 года.

1 октября во время штурма комплекса «Гробницы Иосифа», священного для евреев места, которое по соглашениям в Осло осталось под израильским контролем, арабским снайпером был тяжело ранен израильский солдат Юсуф Мадхат (друз по национальности). Арабы не позволяли эвакуировать его в госпиталь, и он скончался от потери крови после того, как толпа в течение 5 часов не подпускала к нему врача. Семья Юсуфа и другие источники обвиняют тогдашнее израильское политическое и военное руководство в том, что оно, понадеявшись на посредничество Джибриля Раджуба, и проявив «сдержанность», практически обрекло его на смерть.
7 октября правительство Эхуда Барака приняло решение «временно» оставить гробницу Иосифа. Несмотря на то, что полиция ПНА в Наблусе обещала, что комплекс останется под её охраной, после того, как израильские солдаты покинули его, толпа арабов ворвалась в здание ешивы, сожгла оставшиеся книги и само здание. (См. также фото и клипы штурма и разрушения гробницы).
Только в конце 2008 года, после восьми лет борьбы и жертв, гробница была восстановлена, и в неё был открыт доступ израильтянам.
2 октября в перестрелке убит 19-летний пограничник. Многие дороги были перекрыты палестинцами и израильскими арабами. Тем временем в некоторых еврейских поселениях начали раздавать оружие.
На созванном экстренном совещании кабинета министров правительство возложило ответственность за происходящее на Арафата. При этом назначенные на следующую неделю израильско-палестинские переговоры отменены не были. Напротив, министр Бен-Ами подчеркнул, что эти переговоры необходимо продолжать.
В тот же день генерал Джибриль Раджуб сделал очередное заявление: палестинцы готовятся к перенесению боевых действий в крупные города Израиля.
Согласно Д. Контореру, «информированные источники сообщали, что Арафат был взбешен неспособностью своих „полицейских“ отрядов и боевиков организации „Танзим (ФАТХ)“ причинить ЦАХАЛу ощутимый урон. Он снова и снова откладывал прекращение огня, требуя от своих подчиненных вдохновляющих сведений о потерях Израиля».
6 октября — беспорядки в Старом городе после того, как полиция (по совету политиков) передала полномочия на проверку безопасности на его воротах арабам (см.выше).
7 октября премьер-министр Э.Барак в своем обращении к гражданам Израиля возложил ответственность за эскалацию насилия на руководителя ПНА Я.Арафата.
8 октября — в связи с ситуацией в сфере безопасности, Управление Радио-теле вещания продолжило передачу выпусков новостей по каналу «Решет Бет», несмотря на наступление «Судного дня» — Йом Киппур (обычно в этот день все каналы израильского радио и ТВ прекращают работу до его истечения).
Обстрел поселения Псагот из Рамаллы был прекращен после того, как ЦАХАЛ предложил жителям Рамаллы эвакуироваться из своих домов, прежде чем будет открыт ответный огонь. 

Подобное предупреждение не было сделано в Хевроне, и обстрел еврейского квартала продолжился.
Аэропорт в секторе Газа был закрыт (кроме полетов Арафата) по распоряжению Барака после того, как 7 октября в районе КПП Рафиах был обстрелян автобус, перевозящий его работников. 8 человек было ранено, из них 3 — серьёзно).
9 октября. Беспорядки и атаки, целью которых были израильские военные силы и мирные граждане, продолжились на всей территории Западного берега и Газы в полном соответствии с политикой ПНА, призвавшей к насилию и агрессии.
После того, как из арабских районов Хеврона был открыт огонь по еврейскому кварталу, ЦАХАЛ провёл вертолетную атаку на незастроенную часть района Abu-Snenah .
Вечером был забаррикадирован южный выезд из Бейт-Лехема после того, как из него был открыт огонь по Эфрате.
Иерусалимский район Неве-Яков был обстрелян ночью из соседней арабской деревни Dahat al-Barid. Цахал открыл ответный огонь.
В других инцидентах (Tul Karem, Nablus, Ayosh Junction, Гуш-Катиф) Цахал также был вынужден открыть ответный огонь.
Согласно заявлению армейского пресс-центра:
- «ЦАХАЛ в последние 10 дней проявлял максимальную сдержанность и придерживался, насколько это возможно, оборонительной тактики. Однако, как видно из сводки, сдержанность не дала желаемого эффекта»[49].

#### Интифада израильских арабов
1 октября в поддержку на стороне палестинцев вступают израильские арабы, граждане Израиля, проживающие как на Севере — в районе Галилеи, так и на Юге — в районе Негева. К ним присоединяются и арабы, проживающие в центре страны — в Яффо, рядом с Тель-Авивом. В отчете комиссии Ора, созданной правительством Барака по следам октябрьских беспорядков в Израиле, приведены многочисленные свидетельства того, как тысячи демонстрантов парализовали страну, разрушая собственность евреев и атакуя их на основных израильских шоссе. В ряде случаев, действия вышедшей из под контроля толпы реально угрожали жизни евреев. В одном из таких случаев на Приморском шоссе погиб Жан Бехор. В отчете также приведены данные о применении «коктейлей Молотова», стрелкового оружия, рогаток, забрасывания камнями против израильских граждан и полицейских.
Ещё 18 сентября 2000 года, за две недели начала интифады, более чем 35 тысяч израильских арабов приняли участие в седьмом «мирном» ралли ежегодном Северного исламского движения под девизом: «Мечеть Аль-Акса находится в опасности», организованного мэром Ум-эль-Фахма шейхом Раедом Салахом. в ответ на заявления Салаха о том, что
- «Исламский мир обладает эксклюзивными правами на все святые места в Иерусалиме, а Израиль — нет», толпа скандировала:
- «Духом и кровью, мы освободим тебя, Аль-Акса!»[50].

B первый день интифады депутат Кнессета Дхамше (ранее призывавший «ломать руки и ноги» израильским полицейским, следящим за соблюдением законности в арабском секторе), заявил:
- «Мы приложим все усилия для того, чтобы арабские граждане Израиля мобилизовались на спасение мечети Эль-Акса»[51].

Пик беспорядков пришёлся на 1-2 октября. Утром 1 октября «отряд израильской полиции был блокирован в одной из деревень Западной Галилеи. Когда полицейские сочли, что ситуация выходит из-под контроля и угрожает их жизням, они открыли огонь, в результате чего шестьдесят человек получили ранения; погибших в том инциденте не было».
«В тот же день беспорядки распространились практически на все арабские населенные пункты севера Израиля. Демонстрации в городе Умм-эль-Фахм отличались особым размахом; в них принимал участие и мэр города, руководитель Северного крыла Исламского движения шейх Раад Салах. При разгоне этих демонстраций два человека погибли».
Яаков Бен-Амо из кибуца Бейт-Альфа подвергся нападению, когда ехал из Умм эль-Фахм в сторону перекрестка Мегидо. Арабы заставили его выйти из машины и подожгли её.
В Бака-эль-Гарбии были подожжены три банка. В Нацерете демонстранты разгромили местное отделение банка «Ха’поалим» и сети универсальных магазинов «Ха’машбир ле’цархан». Массовые антиизраильские демонстрации прошли также в Яффо, где арабы забрасывали камнями и бутылками шоссе, связывающее Тель-Авив и его южный пригород Бат-Ям, и на юге страны.
Комиссия глав арабских местных советов объявила о всеобщей забастовке в арабском секторе и об объявлении 2 октября днём траура по погибшим в городе Умм-эль-Фахм демонстрантам.
2 октября в Умм-эль-Фахме, Кфар-Кане, Кфар-Касеме, Акко, Яффо, Нацерете и других городах продолжались беспорядки, движение на многих транспортных артериях было приостановлено, полностью блокированы въезд в еврейский город Нацрат-Илит и в промышленную зону города Рош-ха’айн.
Жителям Нацрат-Илита, Кацира и Ювалим впервые довелось пережить арабскую блокаду.
- «Сорок процентов населения в моем городе составляют репатрианты из бывшего СССР», — заявил в интервью израильскому телевидению мэр Нацрат-Илита Менахем Ариав. — «Многие из них приехали сюда из районов, ставших в последние годы ареной ожесточенных межнациональных конфликтов. Почва ушла у них из-под ног, и здесь, в Галилее, они рассчитывали обрести надежное убежище. Как я могу объяснить им происходящее, когда мой город отрезан, и люди не могут выйти на работу? Когда арабские пули долетают до их домов?»[39].

«Демонстранты громили светофоры и линии электропередач, забрасывали камнями жилые дома в еврейских населенных пунктах и проезжавшие по шоссе машины, перекрывали перекрестки. При разгоне этих демонстраций погибли шесть арабских граждан в возрасте от 17 до 25 лет; многие были ранены».
3 октября продолжаются беспорядки и погромы, один человек погиб, ещё один был ранен и умер день спустя. По всей стране прокатилась волна поджогов лесных массивов. Вечером Барак встретился с членами Комиссии глав арабских местных советов и призвал их прекратить беспорядки, пообещав создать независимую комиссию «для расследования действий полиции, повлекших за собой значительные человеческие жертвы среди арабских граждан Израиля».
4 октября в Яффо сотни арабов жгли шины, забрасывали камнями полицию и журналистов. Полиция проявила сдержанность. 8 арабов были арестованы, когда ситуация грозила выйти из-под контроля. 5 человек, из них 3 журналиста, были ранены.
6 октября начинаются ответные беспорядки со стороны евреев. Сотни молодых жителей Тверии сжигают шины у мечети, нападают на арабов.
В Иерусалиме десятки молодых ультра-ортодоксов забрасывали камнями арабские автомобили, проезжающие через их районы. На место была вызвана полиция, которая спасла несколько арабских рабочих в районе ул. Shmuel Hanavi, также подвергшихся нападению.
7 октября возле торгового центра в Нацерет-Иллите (еврейский город рядом с арабским Назаретом) десятки молодых арабов и евреев забрасывают друг друга камнями. В торговом центре Ор-Акивы возле Кейсарии вспыхивает драка между евреями и арабами.
8 октября тысячи евреев участвовали в насильственных действиях против израильских арабов. В (не самом благополучном) микрорайоне «Тиква» в Тель-Авиве, были подожжены три квартиры, принадлежащие арабам. Сотни жителей противостояли полиции, скандируя: «Смерть арабам». Демонстранты подожгли арабский ресторан Avazi, после того, как заставили его работников покинуть здание. Два «арабских» автомобиля, припаркованных перед рестораном, также были подожжены. Анти-арабские беспорядки прошли также в Яффо, Бат-Яме и Петах-Тикве.
В ходе столкновений между арабами и евреями в Нацерет-Иллите были застрелены два араба из Назарета. Полиция отрицала ответственность за их смерть, и расследовала возможность того, что они были убиты еврейскими демонстрантами.
В Израиле достаточно распространена точка зрения, что:
- «Не правительство и не полиция, а разгневанная еврейская толпа остановила арабский бунт в пределах „зеленой черты“. ... Касаясь столь деликатной темы, нужно сразу же осудить любое насилие в отношении израильских сил безопасности. И все-таки: именно люди, вышедшие на улицы тель-авивского квартала Ха-Тиква, Тверии, Назарета и других городов страны, не дали октябрьским событиям превратиться в настоящую катастрофу. Еврейская толпа вернула чувство собственного достоинства еврейскому народу.»
- «Когда арабы громили еврейские магазины в Яффо, когда еврейских водителей избивали и убивали на шоссе Вади-Ара, возмущение толпы, доказавшей, что евреи тоже умеют гневаться и бесчинствовать, стало решающим фактором, побудившим наших сограждан вспомнить о преимуществах мирного диалога. Не обещанный правительством подкуп в размере четырёх миллиардов шекелей и не раскатистый бас Матана Вильнаи (зам. министра обороны), а ответная ярость еврейской толпы остановила арабских погромщиков…»[54].

## Жертвы среди израильтян
В первые дни Второй Интифады, в результате терактов и столкновений
 были убиты 7 израильтян и многие были ранены.
- 27 сентября в результате взрыва бомб, подложенных на шоссе в Газе, погиб Давид Бири[4], сопровождавший конвой гражданских машин.
- 29 сентября был убит полицейский пограничной охраны Йосси Табейджа[15][16], когда во время совместного патрулирования шоссе с палестинскими полицейскими, после выпитой вместе чашки кофе[14], один из арабов неожиданно открыл огонь по своим израильским «коллегам» по патрулю.
- 1 октября, при захвате арабами «Могилы Йосефа» в Шхеме, умер от полученных ран полицейский пограничной охраны Мадхат Юсуф[35]. Толпа, атаковавшая могилу, не позволила эвакуировать раненого.
- 2 октября был застрелен Вацлав Залсевский (24) из Ашдода, остановившийся у арабского гаража на Транс-Самарийском шоссе, чтобы починить свой автомобиль[56].
- 2 октября в столкновении с арабами погиб сержант Макс Хазан[57].
- 8 октября в Шхеме было найдено истерзанное тело раввина Хиллеля Либермана[58], пытавшегося спасти из сожженной «Могилы Йосефа» свиток Торы, и убитого в канун «Судного дня». На его похоронах, траурная процессия (десятки автомобилей и несколько автобусов) была обстреляна из соседней арабской деревни[59].
- 8 октября погиб Жан Бехор[60][61] из Ришон леЦиона после того, как израильские арабы из деревни Jasser a-Zarqa забросали камнями его автомобиль с моста на Приморском шоссе между кибуцем Мааган-Михаэль и Кейсарией.

## Жертвы среди арабов
(здесь и далее — согласно спискам JMCC (не уточняющим причины их гибели), «Института международной политики по борьбе с терроризмом» и Бецелема)
В результате действий армии и полиции Израиля в первые недели интифады, в том числе в ходе разгона массовых насильственных демонстраций, погибло около сотни израильских арабов и палестинцев (включая террористов), многие были ранены..

### Пятница, 29 сентября
- Храмовая гора / Старый город (Иерусалим)

| имя                            | органи- зация | воз- раст | из           | описание события                 | статус                                    |
| ------------------------------ | ------------- | --------- | ------------ | -------------------------------- | ----------------------------------------- |
| 1. Bilal Afaneh                | JMCC          | 29        | Абу-Дис      | нет                              | нет                                       |
| Bilal 'Ali Khalil 'Afaneh      | Бецелем       | 25        | -            | «в результате обстрела»          | «не принимал участия в военных действиях» |
| Bilal Ali Halil ‘Afana         | ICT           | 26        | -            | беспорядки с применением насилия | «Violent Protester»                       |
| 2. Muhammad Hussein Farah      | JMCC          | нет       | Умм-эль Фахм | нет                              | израильский араб                          |
| Yihya Muhammad Hassan Faraj    | Бецелем       | 35        | Sharafat     | «в результате обстрела»          | «не принимал участия в военных действиях» |
| Muhammad Hussein Faraj         | ICT           | 25        | Умм-эль Фахм | беспорядки с применением насилия | «Violent Protester»                       |
| 3. Yihya Faraj                 | JMCC          | 17        | Рамалла      | нет                              | нет                                       |
| нет                            | Бецелем       | нет       | нет          | нет                              | нет                                       |
| Yihya Hasan Faraj              | ICT           | 17        | Beit Safafa  | беспорядки с применением насилия | «Violent Protester»                       |
| 4. Ousama Jadeh                | JMCC          | нет       | Иерусалим    | нет                              | нет                                       |
| Osamah Muhammad Adam Jadeh     | Бецелем       | 22        | -            | «в результате обстрела»          | «не принимал участия в военных действиях» |
| Ussama Mohammed Adam Jeddah    | ICT           | 23        | -            | беспорядки с применением насилия | «Violent Protester»                       |
| 5. Haitham Oweida              | JMCC          | нет       | Иерусалим    | нет                              | нет                                       |
| Haitham 'Umran 'Awaida a-Skafi | Бецелем       | 45        | -            | «в результате обстрела»          | «не принимал участия в военных действиях» |
| Haitham ‘Oweida Skafi          | ICT           | 45        | -            | беспорядки с применением насилия | «Violent Protester»                       |

### Суббота, 30 сентября
- Наблус (Шхем)

| имя                                                   | органи- зация | воз- раст | из               | описание события                                                | статус                                    |
| ----------------------------------------------------- | ------------- | --------- | ---------------- | --------------------------------------------------------------- | ----------------------------------------- |
| 1. Mohammed Tawfiq Qalaq                              | JMCC          | 22        | Tulkarem         | нет                                                             | нет                                       |
| Muhammad Mahmoud Tawfiq al-Qleq                       | Бецелем       | 23        | -"-              | «в результате обстрела»                                         | «не принимал участия в военных действиях» |
| Mohammed Tawfiq El-Qalaq                              | ICT           | 23        | Toubas           | столкновения с применением насилия фельдшер морской полиции ПНА | «Uniformed Non-Combatant»                 |
| 2. Amjad Abdallah Daraghmeh                           | JMCC          | 22        | Toubas           | нет                                                             | нет                                       |
| Amjad 'Abdallah 'Abd a-Fatah Mesa’id Dagharmeh/'Otman | Бецелем       | 23        | Tubas            | «в результате обстрела»                                         | «не принимал участия в военных действиях» |
| Amjad ‘Abdullah Dharaghmeh                            | ICT           | 22        | Toubas           | столкновения с применением насилия фельдшер морской полиции ПНА | «Uniformed Non-Combatant»                 |
| 3. Mahmoud Rweished,                                  | JMCC          | 22        | Наблус, Иордания | нет                                                             | нет                                       |
| нет                                                   | Бецелем       | нет       | нет              | нет                                                             | нет                                       |
| Mahamoud Hani ‘Anbara                                 | ICT           | 24        | Иордания         | нет                                                             | «Unknown»                                 |

- Шоссе Наблус — Рамалла[19]

| имя                                               | органи- зация | воз- раст | из            | описание события                   | статус                                    |
| ------------------------------------------------- | ------------- | --------- | ------------- | ---------------------------------- | ----------------------------------------- |
| 1. Mohammed Jihad Abdul Razeq Jihad Mahmoud Aloul | JMCC          | нет 23    | Наблус        | нет нет (см. 1.10)                 | нет                                       |
| Jihad Mahmoud al-'Aalul                           | Бецелем       | 23        | Наблус        | «в результате обстрела» (см. 1.10) | нет                                       |
| Jihad Mahmud El-‘Aaloul                           | ICT           | 23        | Наблус        | вооруженные столкновения           | «Unknown»                                 |
| 2. Imad Asheh                                     | JMCC          | нет       | Наблус        | нет                                | нет                                       |
| Iyad Ahmad al-Khashishi                           | Бецелем       | 16        | Наблус        | нет                                | «не принимал участия в военных действиях» |
| Eyad Mahmoud El-Khashashi                         | ICT           | 22        | Наблус        | вооруженные столкновения           | «Probable Combatant»                      |
| 3. Zakariyya Kilani                               | JMCC          | 27        | Sirees, Jenin | нет                                | нет                                       |
| Zakaria 'Arsan al-Kilani                          | Бецелем       | 27        | Siris, Jenin  | «убит во время демонстрации»       | нет                                       |
| Zakrya ‘Ersan El-Kilani                           | ICT           | 22        | Kufr Siris    | вооруженные столкновения           | «Probable Combatant»                      |
| 4. Khaled Bazyan                                  | JMCC          | 15        | Sirees, Jenin | нет                                | нет                                       |
| Khaled 'Adli al-Bazian                            | Бецелем       | 15        | Наблус        | «убит во время демонстрации»       | «не принимал участия в военных действиях» |
| Khaled ‘Adli El-Bathyan                           | ICT           | 14        | Наблус        | вооруженные столкновения           | «Probable Combatant»                      |

- район Рамаллы (el-Bireh)[19]

| имя                          | органи- зация | воз- раст | из          | описание события                   | статус                                    |
| ---------------------------- | ------------- | --------- | ----------- | ---------------------------------- | ----------------------------------------- |
| 1. Nizar Mahmoud Eedeh       | JMCC          | 16        | Ramallah    | нет                                | нет                                       |
| Nizar Mahmoud 'Abd ak-'Ayeda | Бецелем       | 16        | Deir 'Ammar | by gunfire                         | «не принимал участия в военных действиях» |
| Nizar Mahmoud ‘Eideh         | ICT           | 16        | dir Amar    | Столкновения с применением насилия | «Probable Combatant»                      |

- перекресток Нецарим, Газа. Столкновения с применением насилия[19].

| имя                                        | органи- зация | воз- раст | из           | описание события                                                 | статус                                    |
| ------------------------------------------ | ------------- | --------- | ------------ | ---------------------------------------------------------------- | ----------------------------------------- |
| 1. Mohammed Nabil al-Atel,                 | JMCC          | 16        | Gaza         | нет                                                              | нет                                       |
| Muhammad Muhammad Badi’a Ibrahim al-'Atleh | Бецелем       | 25        | Gaza         | «в результате обстрела»                                          | нет                                       |
| Mohammed Mohammed El-Otaleh                | ICT           | 22        | Gaza         | в ходе столкновений                                              | «Full Combatant»                          |
| 2. Bassam Bilbeisi                         | JMCC          | 45        | Gaza         | нет                                                              | нет                                       |
| Bassam Fa’iz Salim al-Balbisi              | Бецелем       | 47        | Gaza         | «в результате обстрела»                                          | «не принимал участия в военных действиях» |
| Bassam Fayez El-Bilbaisi                   | ICT           | 47        | Sajaiya-Gaza | Водитель абуланса. «Установить, от чьего огня погиб, не удалось» | «Uniformed Non-Combatant»                 |
| 3. Maher Rajab Obeid                       | JMCC          | нет       | Gaza         | нет                                                              | нет                                       |
| Maher Raghab Yusef 'Abid                   | Бецелем       | 23        | Jabalya      | «в инициированной им перестрелке»                                | нет                                       |
| Maher Rajab Yusuf ‘Obeid                   | ІСТ           | 23        | Jabaliya     | Член ХАМАС                                                       | «Full Combatant»                          |
| 4. Rami Jamal al-Durra                     | JMCC          | 12        | Gaza         | нет                                                              | нет                                       |
| Rami Jamal al-Durra                        | Бецелем       | 12        | Gaza         | «в результате обстрела»                                          | «не принимал участия в военных действиях» |
| Muhamad Jamal al-Dura →                    | ICT           | 12        | Gaza         | Перекрестный огонь                                               | «Non-Combatant»                           |

→ (см. Инцидент с Мухаммедом аль-Дура)

### Воскресенье, 1 октября
- Перекресток ха-Йош, Рамалла

| имя                           | органи- зация | воз- раст | из        | описание события                                        | статус           |
| ----------------------------- | ------------- | --------- | --------- | ------------------------------------------------------- | ---------------- |
| 1. Salah al-Faqeeh            | JMCC          | 25        | Qatannah  | нет                                                     | нет              |
| Salah al-Faqiya               | Бецелем       | -"-       | Qatanna   | вооруженные столкновения                                | нет              |
| Salah Ibrahim El-Faqih        | ICT           | -"-       | Quattana  | вооруженные столкновения сотрудник сил безопасности ПНА | «Full Combatant» |
| 2. Imad Abdul Rahman Anati    | JMCC          | 17        | Am’ari    | нет                                                     | нет              |
| 'Imad 'Abd a-Rahman el-'Anati | Бецелем       | 30        | al-Am’ari | вооруженные столкновения                                | нет              |
| 'Imad 'Abd a-Rahman el-'Anati | ICT           | 29        | Ramalla   | вооруженные столкновения сотрудник сил безопасности ПНА | «Full Combatant» |

- «Могила Йосефа», Наблус (Шхем)

| имя                            | органи- зация | воз- раст | из      | описание события                                        | статус                                    |
| ------------------------------ | ------------- | --------- | ------- | ------------------------------------------------------- | ----------------------------------------- |
| 1. Samer Tabanja               | JMCC          | 10        | Наблус  | нет                                                     | нет                                       |
| Samer Samir Sudqi Tabanjeh     | Бецелем       | 12        | -"-     | «наблюдая за „демонстрацией“»                           | «не принимал участия в военных действиях» |
| Samer Samir Tabanjah           | ICT           | 10        | -"-     | вооруженные столкновения                                | Non-Combatant                             |
| 2. Mustafa Mohammed Ramadan    | JMCC          | 22        | нет     | нет                                                     | сотрудник сил безопасности ПНА            |
| Mustafa Helmi Muhammad Ramadan | Бецелем       | 21        | Tell    | вооруженные столкновения                                | нет                                       |
| Mustafa Hilmi Ramadan          | ICT           | 26        | Ramalla | вооруженные столкновения сотрудник сил безопасности ПНА | «Full Combatant»                          |
| 3. Husam Naim Bakheet          | JMCC          | 19        | Nablus  | нет                                                     | нет                                       |
| Husam Na’im Hassan Bakhit      | Бецелем       | 17        | Tell    | нет                                                     | «не принимал участия в военных действиях» |
| Hussam Na’im Nadjib            | ICT           | 19        | Balata  | вооруженные столкновения                                | «Probable Combatant»                      |

- Район Рамаллы (el-Bireh)

| имя                                  | органи- зация | воз- раст | из     | описание события         | статус                                    |
| ------------------------------------ | ------------- | --------- | ------ | ------------------------ | ----------------------------------------- |
| 1. Mohammed Nabil Hamed              | JMCC          | 16        | Наблус | нет                      | нет                                       |
| Muhammad Nabil Da’ud Hamed al-'Abasi | Бецелем       | 16        | -"-    | нет                      | «не принимал участия в военных действиях» |
| Mohammed Nabil Hamed Daoud           | ICT           | 14        | -"-    | вооруженные столкновения | «Protestor Unknown»                       |

- Интифада израильских арабов, Ум-эль-Фахм

| имя                        | органи- зация | воз- раст | из          | описание события                 | статус                      |
| -------------------------- | ------------- | --------- | ----------- | -------------------------------- | --------------------------- |
| 1. Ahmad Hatem Jabareen    | JMCC          | нет       | Ум-эль-Фахм | нет                              | израильский араб            |
| нет                        | Бецелем       | нет       | нет         | нет                              | нет                         |
| Muhamad Ahmad Eid Jabareen | ICT           | 23        | -"-         | беспорядки с применением насилия | израильский араб, «Unknown» |

- Перекресток Нецарим, Газа.

| имя                           | органи- зация | воз- раст | из   | описание события                 | статус                                    |
| ----------------------------- | ------------- | --------- | ---- | -------------------------------- | ----------------------------------------- |
| 1. Sami Fathi Taramsi         | JMCC          | 19        | Газа | нет                              | нет                                       |
| Sami Fathi Muhammad a-Taramsi | Бецелем       | 17        | -«-  | нет                              | „не принимал участия в военных действиях“ |
| Muhamad Ahmad Eid Jabareen    | ICT           | 17        | -»-  | беспорядки с применением насилия | «Protestor Unknown»                       |

- данные JMCC[62], не подтвержденные др.источниками:
  - Iyad Mohammed Kashashi, 17 лет, из Наблуса [уточнить]
  - Mohammed Jaber Radi, 10 лет, Рафиах [уточнить]

### Понедельник, 2 октября
| имя                         | органи- зация | воз- раст | из     | описание события | статус |
| --------------------------- | ------------- | --------- | ------ | ---------------- | ------ |
| Sara Abdul Atheem Abdul Haq | JMCC          | 1.5       | Наблус | нет              | нет    |
| нет                         | Бецелем       | нет       | нет    | нет              | нет    |
| Sara ‘Abdel-Azhim Hassan    | ICT           | 1         | Наблус | (см. 1.10)       | →      |

→ согласно «the Palestine Center for Human Rights» (PCHR), на основании заявления её отца, убита поселенцами. Другими источниками не подтверждается, 1/10/2000).
- Интифада израильских арабов[19][53]

| имя                              | органи- зация | воз- раст | из                | описание события                                     | статус                     |
| -------------------------------- | ------------- | --------- | ----------------- | ---------------------------------------------------- | -------------------------- |
| 1. нет                           | JMCC          | нет       | нет               | нет                                                  | нет                        |
| нет                              | Бецелем       | нет       | нет               | нет                                                  | нет                        |
| Imad Faraj Ghanayim              | ICT           | 25        | Сахнин            | Сахнин, вооруженные столкновения с полицией          | Non-Combatant              |
| 2. Waleed Abdul Min’em Abu Saleh | JMCC          | 21        | Сахнин            | нет                                                  | нет                        |
| нет                              | Бецелем       | нет       | нет               | нет                                                  | нет                        |
| Waleed Abd-Almuna’am Abu Salih   | ICT           | 21        | Сахнин            | Сахнин, вооруженные столкновения с полицией          | Non-Combatant, was shot &? |
| 3. Rami Hatem Gharra             | JMCC          | 19        | al-Jet            | повторено дважды: 1.10, 2.10                         | нет                        |
| нет                              | Бецелем       | нет       | нет               | нет                                                  | нет                        |
| Rami Hatim Ghara                 | ICT           | 22        | Jeth Al-Muthala   | Jeth Al-Muthala, вооруженные столкновения с полицией | Non-Combatant              |
| 4. Iyad Subhi Lawabneh           | JMCC          | 20        | Nazereth          | Nazereth                                             | нет                        |
| нет                              | Бецелем       | нет       | нет               | нет                                                  | нет                        |
| Iyad Hawadmeh                    | ICT           | 20        | Nazereth          | Nazereth, беспорядки с применением насилия           | Non-Combatant              |
| 5. Misleh Hussein Ibrahim Jarad, | JMCC          | 17        | Der al-Balah      | Um El-Fahem                                          | нет                        |
| Musleh Hussein Ibrahim Abu Jarar | Бецелем       | 19        | Deir al-Balah     | «в результате обстрела»                              | нет                        |
| Musalah Jarad                    | ICT           | 16        | Dir Al-Balah      | Um El-Fahem, беспорядки с применением насилия        | Non-Combatant              |
| 6. Ala' Khaled Nassar            | JMCC          | 23        | Arabet al-Battouf | Araba al-Batuf                                       | нет                        |
| нет                              | Бецелем       | нет       | нет               | нет                                                  | нет                        |
| Ala Halid Mansur Nassar          | ICT           | 19        | Araba al-Batuf    | Araba al-Batuf, вооруженные столкновения с полицией  | Non-Combatant              |
| 7. нет                           | JMCC          | нет       | нет               | нет                                                  | нет                        |
| нет                              | Бецелем       | нет       | нет               | нет                                                  | нет                        |
| aseel Hasan A’asila Atli         | ICT           | 26        | Araba al-Batuf    | Araba al-Batuf, вооруженные столкновения с полицией  | Non-Combatant              |

- перекресток Нецарим, Газа. Вооруженные столкновения.

| имя                            | органи- зация | воз- раст | из      | описание события         | статус               |
| ------------------------------ | ------------- | --------- | ------- | ------------------------ | -------------------- |
| 1. Imad Ghazi al-Nabeeh        | JMCC          | 19        | Gaza    | нет                      | нет                  |
| 'Omar Ghazi Salem a-Nabiya     | Бецелем       | 29        | Gaza    | «в результате обстрела»  |                      |
| Mahmoud Ghazi El-Nabih         | ICT           | 29        | Gaza    | сотрудник разведки ПНА   | «Probable Combatant» |
| 2. Salah Abu Qneis             | JMCC          | 20        | Gaza    | нет                      | нет                  |
| Salah 'Abd 'Abdallah Abu Qeins | Бецелем       | 24        | Gaza    | «в результате обстрела»  | нет                  |
| Salah ‘Abdullah Abu Qeinas     | ICT           | 23        | Gaza    | сотрудник разведки ПНА   | «Probable Combatant» |
| 3. нет                         | JMCC          | нет       | нет     | нет                      | нет                  |
| нет                            | Бецелем       | нет       | нет     | нет                      | нет                  |
| Muhsan Abu Jarad               | ICT           | 14        | Unknown | вооруженные столкновения | Non-Combatant        |

«Могила Йосефа», Наблус (Шхем)
| имя           | органи- зация | воз- раст | из     | описание события                   | статус                                    |
| ------------- | ------------- | --------- | ------ | ---------------------------------- | ----------------------------------------- |
| нет           | JMCC          | 14        | нет    | нет                                | нет                                       |
| Teysir Qatawi | Бецелем       | 16        | Balata | «в результате обстрела»            | «не принимал участия в военных действиях» |
| Wael Qutawi   | ICT           | 14        | Balata | Столкновения с применением насилия | Non-Combatant                             |

- Столкновения с применением насилия, Иерихо

| имя                           | органи- зация | воз- раст | из                  | описание события                       | статус               |
| ----------------------------- | ------------- | --------- | ------------------- | -------------------------------------- | -------------------- |
| 1. Hatem Abdul Azeez Najjar   | JMCC          | 27        | Gaza                | нет                                    | нет                  |
| Hatem 'Abd al-'Aziz a-Najar   | Бецелем       | 27        | Gaza                | «в результате обстрела»                | нет                  |
| Hatem ‘Abdel-‘Azziz El-Najjar | ICT           | 22        | Khan Younis         | сотрудник сил безопасности ПНА — 3.10? | Full Combatant +     |
| 2. нет                        | JMCC          | нет       | нет                 | нет                                    | нет                  |
| нет                           | Бецелем       | нет       | нет                 | нет                                    | нет                  |
| Ibrahim Samih naeef Barahmi   | ICT           | 27        | Jordan              | 3.10?                                  | «Probable Combatant» |
| 3. нет                        | JMCC          | нет       | нет                 | нет                                    | нет                  |
| Muhammad Amin a-Sajdi         | Бецелем       | 25        | 'Aqbat Jaber        | «в результате обстрела»                | нет                  |
| Mohammed Amin Sajdi           | ICT           | 17        | Akbat Jabar Jordan? | 3/10?                                  | «Probable Combatant» |
| 4. нет                        | JMCC          | нет       | нет                 | нет                                    | нет                  |
| нет                           | Бецелем       | нет       | нет                 | нет                                    | нет                  |
| Salameh Saleh Ziadat          | ICT           | 20        | Aqbat Jabar         | Ранен 3.10? Умер 5.10                  | «Probable Combatant» |

+ Hatem Abdul Azeez Najjar, 27 лет, Газа — сотрудник сил безопасности ПНА, «участник боевых действий».
- Столкновения с применением насилия, Псагот (близ Рамаллы)

| имя               | органи- зация | воз- раст | из       | описание события               |                |
| ----------------- | ------------- | --------- | -------- | ------------------------------ | -------------- |
| Ahmad Sami Fayyad | JMCC          | 23        | Gaza     | нет                            | нет            |
| Ahmad Hassan Fiad | Бецелем       | 23        | Ramallah | «в результате обстрела»        |                |
| Ahmed Sami Fayadh | ICT           | 21        | Albira   | сотрудник сил безопасности ПНА | Full Combatant |

- данные JMCC[62], не подтвержденные др.источниками:
  - 2. Ahmad Ibrahim Syam, 20 лет, израильский араб из Умм-эль-Фахема [уточнить]
  - 3. Rami Hatem Gharra, 19 лет, израильский араб из деревни аль-Джет [уточнить]
  - 12. Hussein Abdul Lateef Qur’an из Рамаллы [уточнить]
  - 13. Mohammed Masri из Рамаллы [уточнить]

### Вторник, 3 октября
- Столкновения с применением насилия, Храмовая гора, Иерусалим

| имя                       | органи- зация | воз- раст | из    | описание события | статус             |
| ------------------------- | ------------- | --------- | ----- | ---------------- | ------------------ |
| Khadra Ahmad Salameh      | JMCC          | 57        | Gaza  | нет              | нет                |
| нет                       | Бецелем       | нет       | нет   | нет              | нет                |
| Khadhra Ahmed Abu Salameh | ICT           | 57        | Jenin | столкновения     | «Health Related» + |

+ Согласно PCHR, умерла 3.10 после отравления газом в беспорядках на Храмовой горе 29.09. 

Согласно др.источникам, погибла во время столкновений в Дженине 3.10.
- перекресток Нецарим, Газа. Вооруженные столкновения.

| имя                                  | органи- зация | воз- раст | из         | описание события                    | статус    |
| ------------------------------------ | ------------- | --------- | ---------- | ----------------------------------- | --------- |
| 1. Fahmi Abu Amouneh                 | JMCC          | 30        | Nuseirat   | нет                                 | нет       |
| Fahmi Fuad Isma’il Abu Amuna         | Бецелем       | 23        | a-Nuseirat | «в результате обстрела»             | нет       |
| Fahmi Fuad Abu Ammouneh              | ICT           | 28        | Nusseirat  | столкновения                        | «Unknown» |
| 2. Omar Mohammed Suleiman            | JMCC          | нет       | Bet Lahia  | нет                                 | нет       |
| 'Omar Mahmoud 'Abd a-Rahman Suleiman | Бецелем       | 20        | Jabalya    | by gunfire                          | нет       |
| ‘Omar Mohammed Salman (‘Aabed)       | ICT           | 31        | Jebalya    | столкновения                        | «Unknown» |
| 3. нет                               | JMCC          | нет       | нет        | нет                                 | нет       |
| 'Omar Khalil Mustafa a-Rif’I         | Бецелем       | 18        | al-Maghazi | «в результате обстрела»             |           |
| ‘Ammar Khalil El-Refa’ei             | ICT           | 17        | al-Maghazi | столкновения                        | «Unknown» |
| 4. An anonymous                      | JMCC          | 18        | нет        | нет                                 | нет       |
| Sharif Faraj 'Abdallah 'Ashhur       | Бецелем       | 18        | Gaza       | «в результате обстрела», умер 04.10 | нет       |
| Sharif Faraj ‘Aashour                | ICT           | 18        | Gaza       | столкновения                        | «Unknown» |

- Хеврон. Беспорядки, столкновения с применением насилия

| имя                                     | органи- зация | воз- раст | из                  | описание события                           | статус                                    |
| --------------------------------------- | ------------- | --------- | ------------------- | ------------------------------------------ | ----------------------------------------- |
| Mohammed Younes Za’amreh                | JMCC          | 23        | Хальхуль            | нет                                        | нет                                       |
| Muhammad Yunes Muhammad Iyash a-Z’amreh | Бецелем       | 21        | Хальхуль            | ранен 30.09                                | «не принимал участия в военных действиях» |
| Muhamad Younis Mahmud Al-Zamawari       | ICT           | 20        | Хальхуль (Иордания) | беспорядки ранен 30.09 в Beit Umar, Хеврон | «Protestor Unknown»                       |

- «Могила Йосефа» Наблус (Шхем).

| имя                        | органи- зация | воз- раст | из    | описание события        | статус                                    |
| -------------------------- | ------------- | --------- | ----- | ----------------------- | ----------------------------------------- |
| Ahmad Ali Nabrisi          | JMCC          | 14        | Askar | нет                     | нет                                       |
| Ahmad Jamil 'Ali a-Nabrisi | Бецелем       | 20        | Askar | «в результате обстрела» | «не принимал участия в военных действиях» |
| Ahmad Ali Ahmad            | ICT           | 21        | Askar | Столкновения.           | «Probable Combatant»                      |

- Интифада израильских арабов[19][53]

| имя                            | органи- зация | воз- раст | из         | описание события         | статус                                    |
| ------------------------------ | ------------- | --------- | ---------- | ------------------------ | ----------------------------------------- |
| 1. нет                         | JMCC          | нет       | нет        | нет                      | нет                                       |
| нет                            | Бецелем       | нет       | нет        | нет                      | нет                                       |
| Rames Abbas Bushnaq            | ICT           | 25        | Kufr Manda | Kafr Manda, столкновения | Non-Combatant                             |
| 2. Husam Ismail Hamshari       | JMCC          | 16        | Туль-Карем | нет                      | нет                                       |
| Husam 'Ali Mahmoud al-Hamshari | Бецелем       | 15        | Туль-Карем | Ранен 02.10              | «не принимал участия в военных действиях» |
| Husan Al-Hamshari+             | ICT           | 16        | Туль-Карем | Туль-Карем, столкновения | «Probable Combatant»                      |

+ убит в столкновениях с израильскими солдатами
- Рамалла

| имя                               | органи- зация | воз- раст | из   | описание события        | статус                                    |
| --------------------------------- | ------------- | --------- | ---- | ----------------------- | ----------------------------------------- |
| Ismail Shihdeh Shamlakh           | JMCC          | 27        | Газа | нет                     | нет                                       |
| Isma’il Shahadeh Isma’il Shamlakh | Бецелем       | 27        | Газа | «в результате обстрела» | «не принимал участия в военных действиях» |
| Ismail Shihden Ismail Shamalah    | ICT           | 27        | Gaza | в перестрелке           | «Probable Combatant»                      |

### Среда, 4 октября
- Beituniya — Рамалла

| имя                              | органи- зация | воз- раст | из         | описание события                          | статус           |
| -------------------------------- | ------------- | --------- | ---------- | ----------------------------------------- | ---------------- |
| 1. Mohammed Fawzi Sourkhi        | JMCC          | 21        | нет        | Сотрудник сил безопасности ПНА            | (см. 3.10)       |
| Muhammad Fawzi al-Fakhri         | Бецелем       | 23        | a-Sawahrah | «в результате обстрела»                   |                  |
| Mohammed Fawzi El-Sarkhi         | ICT           | 21        | Sawahra    | Вооруженные столкновения                  | «Full Combatant» |
| 2. Mahmoud Imwasi                | JMCC          | 23        | Beitounia  | Сотрудник сил безопасности ПНА (см. 3.10) | нет              |
| Mahmoud Ibrahim al-'Amwasi       | Бецелем       | 22        | Bitunya    | «в результате обстрела»                   | нет              |
| Mahmoud Ibrahim Halil El-‘Emwasi | ICT           | 21        | Bitounia   | Вооруженные столкновения                  | «Full Combatant» |

- Хеврон

| имя                                      | органи- зация | воз- раст | из     | описание события        | статус                                   |
| ---------------------------------------- | ------------- | --------- | ------ | ----------------------- | ---------------------------------------- |
| Arafat Atrash                            | JMCC          | 19        | Хеврон | нет                     | нет                                      |
| 'Arafat Muhammad 'Abd al-Jawad el-Atrash | Бецелем       | 21        | Хеврон | «в результате обстрела» | 'Arafat Muhammad 'Abd al-Jawad el-Atrash |
| Arafat Mahmoud Abd Aljawad El-Atrash     | ICT           | 18        | Хеврон | столкновения            | «Full Combatant»                         |

- Tulkarem, Albira[19]

| имя                                  | органи- зация | воз- раст | из             | описание события                                               | статус                            |
| ------------------------------------ | ------------- | --------- | -------------- | -------------------------------------------------------------- | --------------------------------- |
| 1. Mahmoud Lutfi Massad              | JMCC          | 22        | Burqein        | нет                                                            | нет                               |
| Mahmoud Lutfi Mus’ad                 | Бецелем       | 24        | Birqin         | Демонстрация на шосее Дженин — Наблус, «в результате обстрела» | нет                               |
| Muhamad Lutfi Mahmoud Massad         | ICT           | 24        | Burkin-Jenin   | Туль-Карем, столкновения. Сотрудник сил безопасности ПНА       | «Full Combatant»                  |
| 2. Mohannad Wadee' Fares Na’se       | JMCC          | 21        | Дир-Гсон       | нет                                                            | нет                               |
| Muhand Wadi’a Fares N’asi            | Бецелем       | 19        | Deir al-Ghusun | «в результате обстрела»                                        | участник вооруженных столкновений |
| Muhanad Wadi’e Faris Ranim           | ICT           | 22        | Туль-Карем     | Туль-Карем, столкновения. Сотрудник сил безопасности ПНА       | «Full Combatant»                  |
| 3. Ala' Hasan Barghouthi             | JMCC          | 21        | Рамалла        | нет                                                            | нет                               |
| 'Alaa Hassan Dahud Jaber al-Barghuti | Бецелем       | 24        | A’bud          | «в результате обстрела»                                        | нет                               |
| ‘Alla’ Hassan Barghouthi             | ICT           | 24        | Kufr Abud      | Albira, столкновения в Al-Bireh                                | «Probable Combatant»              |

- Netzarim, Gaza. Столкновения с применением насилия[19]

| имя                           | органи- зация | воз- раст | из           | описание события        | статус                                    |
| ----------------------------- | ------------- | --------- | ------------ | ----------------------- | ----------------------------------------- |
| 1. Mohammed Yousef Abu Asi    | JMCC          | 9         | Gaza         | нет                     | нет                                       |
| Muhammad Yusef Zaid Abu 'Aasi | Бецелем       | 12        | Bani Suheila | «в результате обстрела» | «не принимал участия в военных действиях» |
| Mohammed Yousef Abu ‘Aassi    | ICT           | 9         | Bani Suheila | во время столкновений   | «Non-Combatant»                           |
| 2. Ayman Deeb al-Loh          | JMCC          | 21        | Газа         | нет                     | нет                                       |
| Aiman Akram Dib al-Luah       | Бецелем       | 21        | Газа         | «в результате обстрела» | «не принимал участия в военных действиях» |
| Ayman Akram El-Louh           | ICT           | 22        | Gaza         | Во время столкновений   | «Protestor Unknown»                       |

### Четверг, 5 октября
- Netzarim, Gaza. Столкновения с применением насилия[19]

| имя                                 | органи- зация | воз- раст | из      | описание события      | статус             |
| ----------------------------------- | ------------- | --------- | ------- | --------------------- | ------------------ |
| Mahmoud Saleh Sbeiteh               | JMCC          | 22        | Газа    | нет                   | нет                |
| Mahmoud Saleh 'Abd a-Rahman Sabita  | Бецелем       | 26        | Gaza    | by gunfire            | нет                |
| Mahamoud Saleh Abd Alrahman Sabitha | ICT           | 22        | Sajaiya | во время столкновений | Probable Combatant |

+ Согласно МО Израиля, убит при попытке проникнуть на пост ЦАХАЛя
- Beitlehem[19]

| имя                            | органи- зация | воз- раст | из        | описание события                          | статус         |
| ------------------------------ | ------------- | --------- | --------- | ----------------------------------------- | -------------- |
| Mustafa Fararjeh               | JMCC          | 22        | Gaza      | нет                                       | нет            |
| Mustafa 'Abd al-Hamid Fararjeh | Бецелем       | 21        | Bethlehem | «в результате обстрела»                   | нет            |
| Mustafa Mahmoud El-Fararja     | ICT           | 21        | Beitlehem | Во время столкновений, член ФАТХ — Танзим | Full Combatant |

### Пятница 6 октября
- «Могила Йосефа» Наблус (Шхем). Столкновения с применением насилия[19]

| имя                                      | органи- зация | воз- раст | из                   | описание события                                 | статус               |
| ---------------------------------------- | ------------- | --------- | -------------------- | ------------------------------------------------ | -------------------- |
| 1. Eyad Eshtayeh,                        | JMCC          |           |                      |                                                  |                      |
| Nablus                                   | нет           | нет       |                      |                                                  |                      |
| Iyad 'Abd al-Halim Rahim Eshtiyeh        | Бецелем       | 24        | Salem, Nablus        | «в результате обстрела»                          | нет                  |
| Iad Abd Alhalim Eshtayeh                 | ICT           | 24        | Salem/ Nablus        | во время столкновений                            | «Probable Combatant» |
| 2. Diya' Abdul Rahman Issa               | JMCC          | 18        | Nablus               | нет                                              | нет                  |
| Diyah 'Abd a-Rahman Na’if 'Issa Eshtiyeh | Бецелем       | 19        | Salem/ Nablus        | «в результате обстрела»                          | нет                  |
| Dhia’ ‘Abdel-Rahman ‘Eissa               | ICT           | 19        | Salem/ Nablus        | во время столкновений                            | "Probable Combatan"t |
| 3. Muhammed Khaled Awad                  | JMCC          | 22        | Deir Hatab           | нет (см. 7.10)                                   | нет                  |
| Muhammad Khaled Hussein 'Awad            | Бецелем       | 25        | Deir al-Hatab        | «в результате обстрела», ранен 06.10, умер 07.10 | нет                  |
| Mohammed Khaled ‘Awadh                   | ICT           | 25        | Dier El-Hatab/Nablus | во время столкновений, ранен 06.10, умер 07.10   | «Probable Combatant» |

- Netzarim, Газа. Столкновения с применением насилия[19]

| имя                                 | органи- зация | воз- раст | из                | описание события                                      | статус                                    |
| ----------------------------------- | ------------- | --------- | ----------------- | ----------------------------------------------------- | ----------------------------------------- |
| 1. Lu’ay Abdullah Muqayad           | JMCC          | 20        | Джебалия          | нет                                                   | нет                                       |
| Lu’ai 'Abdallah Muhammad al-Muqayed | Бецелем       | 20        | Jabalya           | «в результате обстрела»                               | нет                                       |
| Luai ‘Abdullah muhammad Al-Muqayad  | ICT           | 20        | Jebalya           | во время столкновений                                 | "Probable Combatan"t                      |
| 2. Marwan Abdul Raziq Shamlakh      | JMCC          | 23        | Газа              | нет                                                   | нет                                       |
| Marwan 'Abd a-Razeq Yusef Shamlakh  | Бецелем       | 20        | Газа              | нет                                                   | «не принимал участия в военных действиях» |
| Marwan ‘Abdel-Raziq Shamallakh      | ICT           | 23        | Gaza-sheih Ajalin | во время столкновений, сотрудник сил безопасности ПНА | «Full Combatant»                          |
| 3. Zuheir Zriq Darabieh             | JMCC          | 24        | Jabalia           | нет                                                   | нет                                       |
| Zuheir Razeq Jaber Darbiya          | Бецелем       | 24        | нет               | «в результате обстрела»                               | нет                                       |
| Zuhair Rezeq Darabeih               | ICT           | 19        | Jabalya           | во время столкновений                                 | «Probable Combatant»                      |
| 4. Wajid Abu Awad                   | JMCC          | 21        | нет               | нет                                                   | нет                                       |
| Wajed Mussa Shahadeh Abu 'Awad      | Бецелем       | 22        | Bani Suheila      | «в результате обстрела»                               | нет                                       |
| Wajed Mousa Abu ‘Awwad              | ICT           | 21        | Bani Suheila      | во время столкновений                                 | «Probable Combatant»                      |
| 5. Rashad Hussein Al-Najar          | JMCC          | 22        | Магхази           | нет                                                   | нет                                       |
| Rashad Isma’il Hussein a-Najar      | Бецелем       | 22        | al-Maghazi        | «в результате обстрела»                               | нет                                       |
| Rashad Ismail El-Najjar             | ICT           | 22        | Al-Maghazi        | во время столкновений                                 | «Probable Combatant»                      |

- Львиные ворота, Старый город (Иерусалим). Беспорядки с применением насилия.[19][22]

| имя                                | органи- зация | воз- раст | из                    | описание события        | статус                                    |
| ---------------------------------- | ------------- | --------- | --------------------- | ----------------------- | ----------------------------------------- |
| Majdi Maslamani                    | JMCC          | 15        | Beit Hanina Иерусалим | нет                     | нет                                       |
| Majdi Samir Mussa Masalmani        | Бецелем       | 15        | Beit Hanina           | «в результате обстрела» | «не принимал участия в военных действиях» |
| Luai ‘Abdullah muhammad Al-Muqayad | ICT           | 15        | Beit Hanina           | во время столкновений   | «Violent Protester»                       |

- Tulkarem. Столкновения с применением насилия.[19]

| имя                           | органи- зация | воз- раст | из                    | описание события        | статус    |
| ----------------------------- | ------------- | --------- | --------------------- | ----------------------- | --------- |
| Muhammed Khaled Tamam         | JMCC          | 18        | Beit Hanina Иерусалим | нет                     | нет       |
| Muhammad Khaled Mahmoud Tamam | Бецелем       | 21        | Tulkarm               | «в результате обстрела» | нет       |
| Mohammed Khaled Mahmud Tamam  | ICT           | 21        | Tulkarem              | во время столкновений   | «Unknown» |

- Рафиах, Газа[19]

| имя                       | органи- зация | воз- раст | из         | описание события                                 | статус  |
| ------------------------- | ------------- | --------- | ---------- | ------------------------------------------------ | ------- |
| Saleh al Rayati           | JMCC          | 18        | Рафиах     | нет                                              | нет     |
| Saleh 'Issa Yusef a-Riati | Бецелем       |           | a-Shaburah | «в результате обстрела», ранен 02.10, умер 06.10 | нет     |
| Saleh ‘Eissa El-Riati     | ICT           | 19        | Рафиах     | во время столкновений, ранен 2.10, умер 6.10     | Unknown |

### Суббота 7 октября
- Mazra’a A-Sarkiya — Рамалла. Столкновения с применением насилия.[19]

| имя                                      | органи- зация | воз- раст | из                    | описание события                                 | статус    |
| ---------------------------------------- | ------------- | --------- | --------------------- | ------------------------------------------------ | --------- |
| Abdul Hamid Taye' Abdul Hamid            | JMCC          | 18        | Mazra’a Sharqiyye     | (см. 9.10)                                       | нет       |
| 'Abd al-Hamid Taiyeh a-Zaq/'Abd al-Hamid | Бецелем       | 25        | al-Mazra’a a-Sharqiya | «в результате обстрела», ранен 04.10, умер 08.10 | нет       |
| ‘Abdel-Hamid Taye’ Zeq                   | ICT           | 18        | Al-Mazra’ Al-Sharqia  | во время столкновений, ранен 4.10, умер 7.10.    | «Unknown» |

- Netzarim, Газа. Столкновения с применением насилия[19]

| имя                           | органи- зация | воз- раст | из      | описание события        | статус                            |
| ----------------------------- | ------------- | --------- | ------- | ----------------------- | --------------------------------- |
| Hisham Mukbel                 | JMCC          | нет       | Газа    | нет                     | нет                               |
| Heysham Ahmad Muhammad Muqbal | Бецелем       | 27        | Gaza    | «в результате обстрела» | участник вооруженных столкновений |
| Hisham Muhamed Meqbel         | ICT           | 26        | A-Tufah | во время столкновений   | «Unknown»                         |

- Транс-самарийское шоссе. Столкновения с применением насилия.[19]

| имя                        | органи- зация | воз- раст | из    | описание события                                            | статус           |
| -------------------------- | ------------- | --------- | ----- | ----------------------------------------------------------- | ---------------- |
| Hisham Mukbel              | JMCC          | нет       | Газа  | нет                                                         | нет              |
| Fahed Mustafa 'Odeh Bakker | Бецелем       | 21        | Bidya | «убит поселенцами, устроившими беспорядки в деревне Biddya» | нет              |
| Fahed Fahmi Baker          | ICT           | 22        | Bedia | в столкновении с поселенцами                                | «Full Combatant» |

### Воскресенье 8 октября
- близ Halamish, транс-самарийское шоссе[19]

| имя                   | органи- зация | воз- раст | из      | описание события             | статус           |
| --------------------- | ------------- | --------- | ------- | ---------------------------- | ---------------- |
| Issam Joudeh          | JMCC          | 40        | Um Safa | (см. 9.10)                   | нет              |
| нет                   | Бецелем       | нет       | нет     | нет                          | нет              |
| ‘Essam Joudeh Hamad + | ICT           | 36        | Um Safa | в столкновении с поселенцами | "Full Combatan"t |

+ Согласно PCHR, убит поселенцами 8.10. Согласно МО Израиля и Physicians for Human Rights Reports, погиб в дорожном происшествии.
- Газа. Столкновения с применением насилия[19]

| имя                 | органи- зация | воз- раст | из        | описание события                                           | статус                                    |
| ------------------- | ------------- | --------- | --------- | ---------------------------------------------------------- | ----------------------------------------- |
| Yousef Thyab Khalaf | JMCC          | 18        | Breij     | (см. 9.10)                                                 | нет                                       |
| Yusef Thiab Halef   | Бецелем       | 17        | al-Burj   | «в результате обстрела», ранен 07.10 в г. Газа, умер 08.10 | «не принимал участия в военных действиях» |
| Yousef Thiab Khalaf | ICT           | 18        | Al-Boreij | во время столкновений, ранен 2.10                          | «Unknown»                                 |

- Azzoun / Калькилия

| имя                | органи- зация | воз- раст | из     | описание события         | статус                                   |
| ------------------ | ------------- | --------- | ------ | ------------------------ | ---------------------------------------- |
| Ali Sayel Sweidan  | JMCC          | 25        | Аззоун | (см. 9.10)               | нет                                      |
| 'Ali Ishaq Sweiden | Бецелем       | 25        | 'Azzun | «в результате обстрела», | Разыскивался силами безопасности Израиля |
| ‘Ali Ishak Sweidan | ICT           | 25        | Azzoun | во время столкновений    | «Probable Combatant»                     |

++ Возможно, убит по ошибке арабами, когда вел автомобиль с желтыми (израильскими) номерами.
- данные JMCC[62], не подтвержденные др.источниками:
  - 1. Omar Mohammed Akkawi, 42 года, израильский араб, Назарет [уточнить]
  - 2. Husam Hamdan Yazbak, 26 лет, израильский араб, Назарет [уточнить]

### Понедельник 9 октября
- данные JMCC[62], не подтвержденные др.источниками:
  - 3. Abdul Hamid Taye' Abdul Hamid, 18 лет, Рамалла [уточнить]

### Вторник 10 октября
- Сектор Газа[19]

| имя                  | органи- зация | воз- раст | из     | описание события                         | статус                                    |
| -------------------- | ------------- | --------- | ------ | ---------------------------------------- | ----------------------------------------- |
| Sami Abu Jazar       | JMCC          | 10        | Rafiah | (см. 11.10)                              | нет                                       |
| Sami Fathi Abu Jizer | Бецелем       | 12        | Rafiah | Ранен во время демонстрации, умер 12.10. | «не принимал участия в военных действиях» |
| Sami Fathi Abu Jazar | ICT           | 12        | Rafiah | Ранен в результате обстрела, умер 12.10. | «Non-Combatant»                           |

- Западный берег реки Иордан[19]

| имя              | органи- зация | воз- раст | из     | описание события | статус    |
| ---------------- | ------------- | --------- | ------ | ---------------- | --------- |
| нет              | JMCC          | нет       | нет    | нет              | нет       |
| нет              | Бецелем       | нет       | нет    | нет              | нет       |
| Nathir Hag Hasin | ICT           | 23        | Salfit | Нет данных       | «Unknown» |

### Среда 11 октября
- Ein Arik, Рамалла[19]

| имя                          | органи- зация | воз- раст | из        | описание события        | статус           |
| ---------------------------- | ------------- | --------- | --------- | ----------------------- | ---------------- |
| Khalil Bader                 | JMCC          | нет       | Beit Duqo | нет                     | нет              |
| Khalil Badr Zaharan Lawrence | Бецелем       | 25        | Ramallah  | «в результате обстрела» | нет              |
| Halil Lorens Badar           | ICT           | 25        | Beit Dico | сотрудник Force 17      | «Full Combatant» |

- Tulkarem. Столкновения с применением насилия[19]

| имя                              | органи- зация | воз- раст | из       | описание события          | статус                                    |
| -------------------------------- | ------------- | --------- | -------- | ------------------------- | ----------------------------------------- |
| Sami Hasan Salim Salma           | JMCC          | 17        | Tulkarem | (см. 10.10)               | нет                                       |
| Sami Hussein Samil Silmi Salameh | Бецелем       | 17        | Tulkarm  | «в результате обстрела»   | «не принимал участия в военных действиях» |
| Sami Hassan Sweirki              | ICT           | 17        | Tulkarm  | в результате столкновений | «Unknown»                                 |

- Tufah Roadblock, Сектор Газа. Столкновения с применением насилия[19]

| имя                        | органи- зация | воз- раст | из          | описание события          | статус               |
| -------------------------- | ------------- | --------- | ----------- | ------------------------- | -------------------- |
| Karam Omar Qanan           | JMCC          | 17        | Хан-Юнис    | (см. 10.10)               | нет                  |
| Karam 'Omar Ibrahim Kan’an | Бецелем       | 18        | Khan Yunis  | «в результате обстрела»   | нет                  |
| Karam ‘Omar Ibrahim Qannan | ICT           | 18        | Khan Younis | в результате столкновений | «Probable Combatant» |

- Kufr Hares, West Bank[19]

| имя                            | органи- зация | воз- раст | из         | описание события              | статус          |
| ------------------------------ | ------------- | --------- | ---------- | ----------------------------- | --------------- |
| нет                            | JMCC          | нет       | нет        | нет                           | нет             |
| нет                            | Бецелем       | нет       | нет        | нет                           | нет             |
| Mohammed Ghassan Saleh Bouzia+ | ICT           | 39        | Kufl Hares | Не относящйся к делу инцидент | «Non-Combatant» |

+ Согласно PCHR — убит поселенцами. Согласно МО Израиля — погиб в дорожном происшествии.
- Транс-самарийское шоссе[19]

| имя                            | органи- зация | воз- раст | из               | описание события        | статус    |
| ------------------------------ | ------------- | --------- | ---------------- | ----------------------- | --------- |
| Maher Ismaeel Mutlaq           | JMCC          | нет       | Jama’een         | нет                     | нет       |
| Maher Muhammad Isma’il Mataleq | Бецелем       | 22        | Jamma’in         | «в результате обстрела» | нет       |
| Maher Mohammed Ismail Mutleq   | ICT           | 22        | Jama’in — Nablus | «в результате обстрела» | «Unknown» |

- данные JMCC[62], не подтвержденные др.источниками:
  - 4. Muhammed Saleh Edwan, Наблус [уточнить]

## Позиция Израиля
Представитель армии Израиля заявил, что армия проявила максимальную сдержанность, и что огонь открывался только в ответ или в случаях угрозы жизни для военнослужащих. Более того, несмотря на постоянные атаки, армия оставалась в оборонительной позиции.
- «Необходимо подчеркнуть, что в соответствии с „Соглашениями в Осло“ израильские войска в основном были расположены за пределами палестинских населенных пунктов. Палестинцы (как гражданские лица, так и полиция) намеренно провоцировали израильских солдат и пограничную охрану, находившихся в оборонительной позиции с целью избежать эскалации насилия».
- Почти столь же вопиющим в подрыве мирных соглашений, буквально и по духу, как и физическое насилие, явилось неослабевающее подстрекательство к насилию против Израиля в средствах массовой информации ПНА, которые в значительной степени использовались для дезинформации населения и подстрекательства его к насилию. Призывы к убийству евреев открыто транслировались по ТВ и радио ПНА[74].

Из выступления представителя Израиля на заседании СБ ООН:
- Полиция ПНА и её силовые структуры приняли активное участие в событиях, включая использование оружия против израильтян.
- Наибольшую озабоченность Израиля вызывает массовое нарушение подписанных соглашений в части использования оружия палестинскими полицейскими и такими военизированными группами, как «Танзим» группировки «Фатх» Арафата. Палестинцы повернули это оружие против тех самых израильских солдат, с которыми они должны были выполнять совместные задачи в области безопасности.
- «Мы имели дело не с мирными демонстрантами, а со скоординированной эскалацией насильственной конфронтации на всей территории Западного берега и Газы. Имели место многочисленные случаи открытия огня непосредственно из участвующей в беспорядках толпы. […] Израильские силы проявляли максимальную сдержанность в их усилиях по восстановлению спокойствия и безопасности, и открывали огонь только в качестве крайней меры, для того чтобы защитить жизнь мирных жителей, полицейских и израильских солдат, как это обязано было сделать любое другое правительство (в мире)…»[25].

### Дети на линии огня
Согласно заявлениям представителей ЦАХАЛа, значительное количество детей и мирных жителей среди пострадавших объясняется тем, что силовики ПНА цинично использовали их в качестве прикрытия для своих атак.
J. Schanzer (Middle East Quarterly):
- Тот факт, что почти все из этих (погибших с начала 2-й интифады по 15 апреля 2002 года) детей находились на передовых линиях конфликта и призывались к этому как их семьями, так и официальными массмедиа ПНА, не удивителен. В конце концов, именно ПНА в течение нескольких лет осуществляла военную подготовку молодежи, в том числе и использованию автоматического и другого оружия. Кроме того, в первые месяцы интифады семьям пострадавших выплачивалось по $ 2000 за каждого погибшего, и по $ 1000 — за раненого ребёнка[76].